# Kuba-Mastino-Fledermaus
Die auf Kuba endemische Kuba-Mastino-Fledermaus (Mormopterus minutus) ist ein Fledertier in der Familie der Bulldoggfledermäuse. Sie ist eng mit der Kalinowski-Mastino-Fledermaus (Mormopterus kalinowskii) verwandt, die in Südamerika lebt. Das Typusexemplar stammt aus der Umgebung der Stadt Trinidad.

## Merkmale
Innerhalb der amerikanischen Arten der Gattung Mastino-Fledermäuse ist diese Fledermaus mit einer Kopf-Rumpf-Länge von 46 bis 48 mm, einer Schwanzlänge von 22 bis 34 mm und einem Gewicht von 4 bis 8 g die Kleinste. Sie hat 28 bis 32 mm lange Unterarme, etwa 5 mm lange Hinterfüße und 8 bis 11 mm lange Ohren. Kennzeichnend ist kurzes Fell, dass oberseits graubraun und unterseits etwas heller ist. Trotz feiner Haare im Gesicht erscheint dieses nackt. Typisch für den Kopf sind eine etwa dreieckige Schnauze mit großer Oberlippe und oben zugespitzte Ohren, die auf der Stirn eng beieinander stehen. Auf der Kehle ist bei Männchen ein großer Drüsensack vorhanden. Die Kuba-Mastino-Fledermaus hat dunkelbraune Flughäute. Ihre Zahnformel lautet I 1/2, C 1/1, P 1/2, M 3/3, was 28 Zähne im Gebiss ergibt.

## Verbreitung
Diese Fledermaus bewohnt die zentralen Gebiete Kubas und nördlich vorgelagerte Inseln. Sie hält sich in unterschiedlichen Wäldern und in feuchten Grasländen auf, die gewöhnlich Palmengruppen aufweisen. Dabei wird die Palme Copernicia gigas oft als Tagesversteck genutzt.

## Lebensweise
Gelegentlich ruht die Kuba-Mastino-Fledermaus in durch Menschen errichteten Verstecken. Ihr Anpassungsvermögen ist nicht so stark entwickelt, wie bei der Großen Samtfledermaus (Molossus molossus). Die Kolonien in einer Palmengruppe können bis zu 3000 Mitglieder haben. Als kleine Fledermaus bleibt die Art eher in der Nähe des Verstecks, auch wenn vereinzelt Entfernungen von 10 km ermittelt wurden. Zur Nahrung zählen vorwiegend Hautflügler, im geringeren Maße Käfer und andere Insekten. Pro Nacht wird Beute, die etwa 20 Prozent des Eigengewichts entspricht, verzehrt. Die Rufe zur Echoortung sind etwa 10 Millisekunden lang und die größte Intensität wird bei 46 kHz erreicht. Die Kuba-Mastino-Fledermaus ist meist in den 30 Minuten nach Sonnenuntergang und vor Sonnenaufgang aktiv. Trächtige Weibchen sind aus den Monaten April bis Juli bekannt. Im Mai geborene Jungtiere werden im Juli flugfähig.

## Gefährdung
Der Bestand ist durch Landschaftsveränderungen und durch Störungen in den Palmengruppen bedroht. Die Fläche des Gesamten Verbreitungsgebiets wird auf 60.000 km² geschätzt, während die Fläche der zusammengelegten Reviere schätzungsweise 2.000 km² beträgt. Die IUCN listet die Art deshalb als gefährdet (vulnerable).